# Ronald Mönch
Ronald Mönch (* 10. August 1942 in Neckargemünd; † 14. Juni 2025 in Bremen) war ein deutscher Jurist und Hochschullehrer.

## Leben und Wirken
Nach seinem Abitur in Heidelberg 1961 studierte Mönch Rechtswissenschaften an den Universitäten Heidelberg und Göttingen. 1966 legte er sein 1. Juristisches Staatsexamen ab und leistete 1966 bis 1968 seinen Militärdienst. Ein Studienaufenthalt an der Sorbonne in Paris schloss sich 1968/69 an. 1971 legte Mönch sein 2. Juristisches Staatsexamen in Stuttgart ab. Anschließend arbeitete er bis 1973 als Rechtsanwalt in Heidelberg und Mannheim und danach als Dozent, später als Professor an der Hochschule für Wirtschaft in Bremen.
Er gehörte 1975 zu den Unterzeichnern des Memorandums „Für eine wirksame und soziale Wirtschaftspolitik“, aus dem die Arbeitsgruppe Alternative Wirtschaftspolitik hervorging.
Von 1979 bis 1982 war er Rektor der Hochschule für Wirtschaft und von 1982 bis 1986 Gründungsrektor der Hochschule Bremen, die 1982 bereits 3000 Studierende vorweisen konnte. 1986, 1991 und 1996 wurde er jeweils für fünf Jahre zum Rektor der Hochschule Bremen wiedergewählt, so dass er im Jahr 2001 auf eine 22-jährige Rektorentätigkeit in Bremen zurückblicken konnte.
Von 2000 bis 2002 war Mönch Vizepräsident der Hochschulrektorenkonferenz (HRK), zuständig für den Geschäftsbereich „Studentische Angelegenheiten“.
Mönch war im Jahr 2001 als Rektor der geplanten Apollo International University of Applied Sciences in Köln und Düsseldorf vorgesehen, die ihren Studienbetrieb aber nicht aufnahm.
Zuletzt arbeitete er an der Fachhochschule Oldenburg/Ostfriesland/Wilhelmshaven in Emden. Dort war er zuständig für die Fachbereiche Soziale Arbeit und Gesundheit. Seine Arbeits- und Forschungsgebiete waren Öffentliches Recht mit den Schwerpunkten Verfassungsrecht, Grund- und Menschenrechte, Europarecht, Völkerrecht, Gesellschaftsrecht und Vertragsrecht.

## Werke (Auswahl)
- mit Ruprecht Grossmann und Ulrich Rohr: Bremisches Personalvertretungsgesetz. Kommentar. Hrsg.: Angestelltenkammer Bremen. Luchterhand, Neuwied / Darmstadt 1979
- als Hrsg.: Beiträge zur Industrieforschung. Historische und aktuelle Aspekte. Hochschule für Wirtschaft, Bremen 1980 (Schriftenreihe der Hochschule für Wirtschaft Bremen, Bd. 16)
- als Hrsg. mit Renate Meyer-Braun: Vom Technikum zur Hochschule Bremen. 100 Jahre Ingenieurausbildung in Bremen. Hauschild Verlag, Bremen 1994, ISBN 3-929902-19-2
- als Hrsg.: Festschrift Friedrich Cordewener. Hochschule Bremen, Bremen 1995, ISBN 3-929089-09-2
- als Hrsg.: Festschrift Friedrich Rebers. Hochschule Bremen, Bremen um 1995, ISBN 3-929089-06-8
- als Hrsg.: In memoriam Wolfgang Ritter. Hochschule Bremen, Bremen 1995, ISBN 3-929089-10-6